# آنتونی بزرگ
آنتونی بزرگ یا آنتونی آباد (انگلیسی: Anthony the Great؛ زاده ۰۲۵۱ درگذشته ۱۷ ژانویهٔ ۰۳۵۶) یک راهب، زاهد و قدیس مسیحی اهل مصر بود.
بیوگرافی که آتاناسیوس اسکندریه از زندگانی آنتونی فراهم آورد به گسترش مفهوم رهبانیت مسیحی، به‌ویزه ترجمه لاتینش در اروپای غربی کمک نمود.

## حیات آنتونی
بیشتر آنچه که دربارهٔ آنتونی شناخته شده‌است ار کتاب «زندگی آنتونی» است که در حدود سال ۳۶۰ توسط آتاناسیوس از اسکندریه به زبان یونانی نوشته شده‌است. آنتونی به عنوان مردی بی‌سواد و مقدس ترسیم می‌شود که از طریق وجود خود در یک منظر ابتدایی ارتباطی مطلق با حقیقت الهی دارد، که همواره با پندار آناناسیوس به عنوان نویسنده زندگی‌نامه مطابقت دارد.

## زندگی‌نامه
آنتونی در یک خانواده ثروتمند در کما در مصر سفلی به دنیا آمد. هنگامی که وی حدوداً ۲۰ سال داشت، والدینش درگذشتند و او را به همراه خواهرش بی‌سرپرست ترک کردند.

### جوانی
آنتونی در شهر کما در مصر سفلی از پدر و مادر ثروتمند ملاک متولد شد. زمانی که حدوداً بیست ساله بود پدر و مادرش فوت کردند و سرپرستی خواهر مجردش به او سپرده شد. اندکی پس از آن، وی تصمیم گرفت که از آیات انجیل در متی ۱۹: ۲۱، پیروی کند. «اگر می‌خواهی کامل باشی، آنچه را داری بفروش و به فقرا بده و در بهشت ثروتی باز خواهی یافت». آنتونی بخشی از زمین‌های خانوادگیش را به همسایه‌هایش بخشید. بقیه را نیز فروخت و درآمدش را به فقرا داد. آنگاه او زیستن ریاضت طلبانه را برگزید و خواهرش را به یک گروه عفیف‌های مسیحی سپرد.

### زاهد
در پانزده سال بعد آنتونی در همان منطقه باقی ماند. سالهای اولیه را به عنوان یکی از حواریون یک زاهد دیگر محلی صرف کرد.

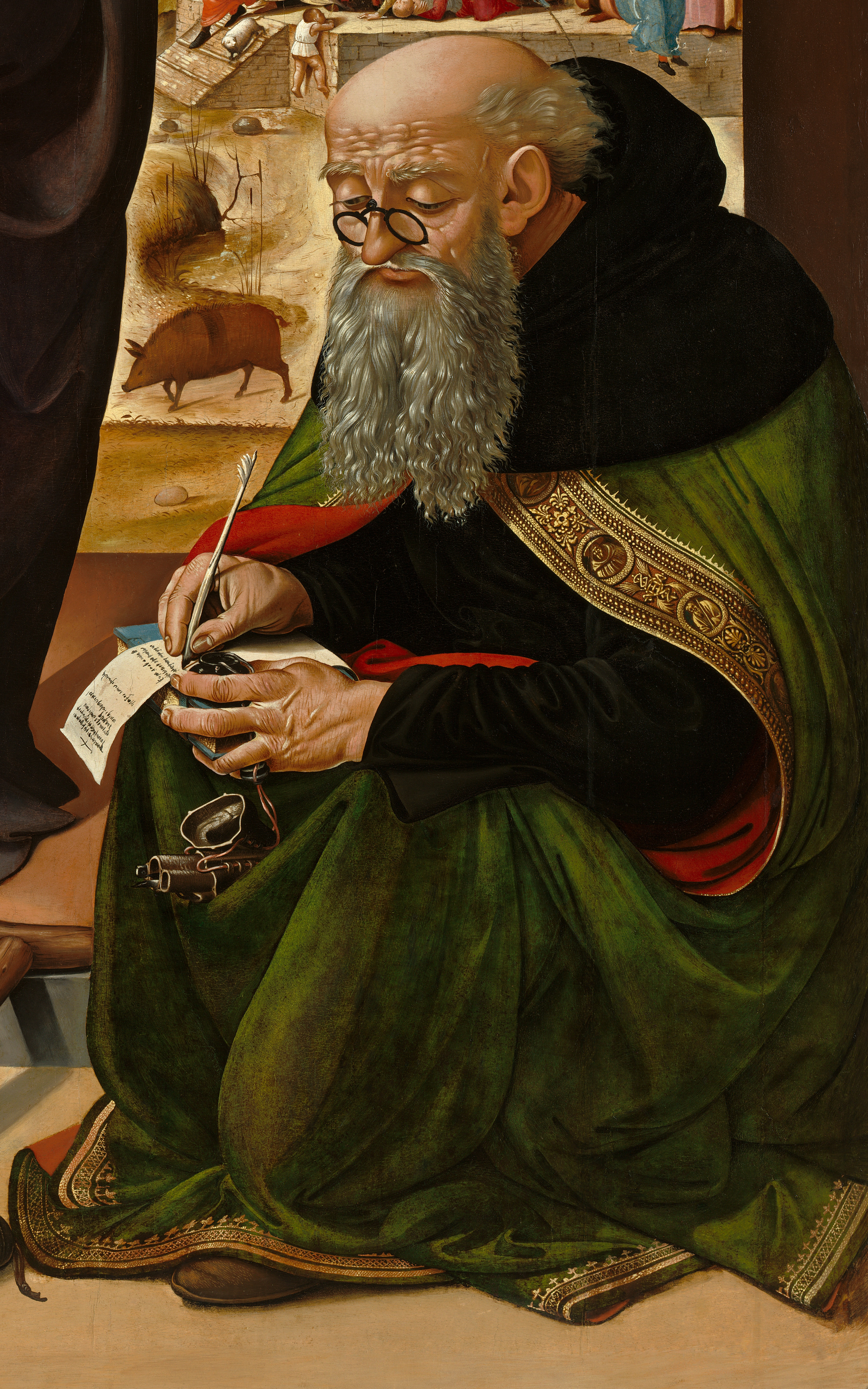
تصویر نقاشی شده از انتونی، توسط پیرو دی کوزیمو

آنتونی را گاهی اوقات اولین راهب و اولین کسی می‌دانند که بیابان‌نشینی انفرادی را آغاز کرده‌است. . [16] اما قبل از او افراد دیگری نیز بودند. قبلاً نیز زاهدان ریاضت کش. همچنین صومعه‌نشینی وجود داشته‌اند
آنتونی را گاهی اوقات اولین راهب می‌دانند و اولین کسی که بیابان کردی انفرادی را آغاز کرد.قبلاً زاهدان (Therapeutae) وجود داشتند، و فیلو اسکندریه، فیلسوف یهودی، اجتماعات سوبوبیتی سازمان یافته را به آرامی توصیف کرد در قرن اول میلادی به مدت طولانی در محیط سخت دریاچه مریوط و در سایر مناطق کمتر در دسترس تأسیس شده‌است. فیلو اظهار داشت که "این گروه از افراد ممکن است در بسیاری از مکان‌ها ملاقات شود، زیرا یونان و کشورهای وحشی می‌خواهند از هر آنچه کاملاً خوب است لذت ببرند.